# 莫洛季夫卡 (圖里西克區)
51°0′42″N 24°37′29″E / 51.01167°N 24.62472°E
莫洛季夫卡（烏克蘭語：Молодівка），是烏克蘭的村落，位於該國西部沃倫州，由科韋利區負責管轄，始建於1970年，面積0.5平方公里，海拔高度201米，2001年人口20，人口密度每平方公里40人。